# George W. Ashburn

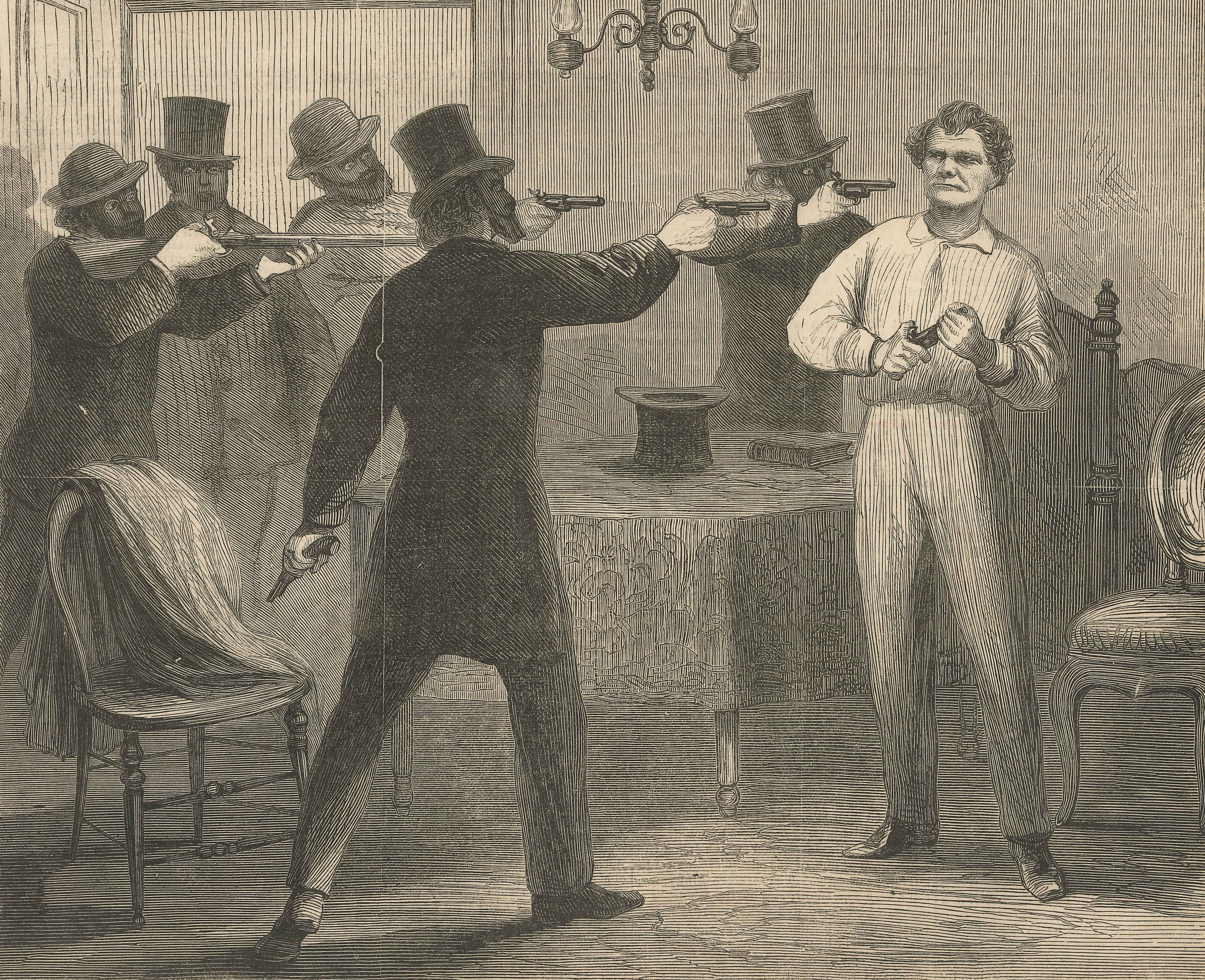
Zeitgenössische Zeichnung

George W. Ashburn (* 1814 in North Carolina; † 30. März 1868 in Columbus) war ein republikanischer Politiker im US-Bundesstaat Georgia.
Ashburn wurde vom Ku-Klux-Klan in Columbus wegen seiner pro-afroamerikanischen Gesinnung ermordet. Er war das erste Mordopfer des Klans in Georgia. Fünf maskierte Männer drangen nach Mitternacht in sein Haus ein und erschossen ihn vor den Augen seiner Haushälterin.